# 이나다정 (이바라키현)
이나다정(稲田町)은 이바라키현 니시이바라키군에 일찍이 존재했던 정이다.

## 지리
- 현재의 가사마시 서부에 해당한다.

## 역사
- 1889년 4월 1일 - 정촌제 시행에 의해 니시이바라키군 니시야마우치촌이 성립하였다.
- 1954년 8월 15일 - 니시야마우치촌이 정으로 승격해, 당일 이나다정으로 개칭되었다.
- 1958년 2월 15일 - 가시마정에 편입해 소멸하였다.

## 인구
| 1891년 | 2,973 |
| 1920년 | 5,396 |
| 1935년 | 6,517 |
| 1950년 | 7,736 |
| 1956년 | 7,708 |

## 교통

### 철도
- 일본국유철도 ( →동일본 여객철도)
  - 미토선

### 도로
- 2급국도
  - 국도 제122호선(→ 국도 제50호선)

## 참고문헌
- 笠間市史編さん委員会編『笠間市史』、笠間市、1998年
- 角川日本地名大辞典編纂委員会『가도카와 일본 지명 대사전 8 茨城県』、가도카와 쇼텐、1983年 ISBN 4040010809